# Рицина

Рицина (Ricinus) — монотипний рід олійних рослин з родини молочайних, що містить лише один вид — рицина звичайна (Ricinus communis L.).

## Назва
Англійською називається «рослина-касторка» (англ. castor oil plant).

## Будова
Рослина з сукулентним стеблом, що швидко росте. Може виростати до розміру невеликого дерева — 10-13 м висоти. Складний пальчастий листок до 15 см в діаметрі. Квіти з'являються на довгих суцвіттях, чоловічі ростуть знизу тоді як жіночі згори. Пелюсток немає. Плід — кругла капсула до 2,5 см, що містить три насінини. Насіння токсичне.

## Поширення та середовище існування
Ймовірно походить з Африки. В Україні вирощується з 1920-х pp.

## Практичне використання
Вирощується як декоративна рослина.
В ядрі насіння є до 55 % олії. Рицинову олію використовують у медицині (проносне тощо), авіації, хімічній, текстильній, поліграфічній, електротехнічній, парфумерній та інших видах промисловості. В Україні посіви рицини поширені у східному степу (головним чином в Запорізькій області) і на Кубані (українські землі постачали близько 90 % продукції рицинової олії в СРСР). Посівна площа в УРСР (у тис. га): 1940 — 52,5, 1950 — 46,3, 1960 — 36,9, 1969 — 80,0. Поширені в Україні сорти: Круглик 5, Санґвінеус синтетичний.

## Хімічний склад
Насіння рицини містить до 55 % жирної невисихаючої олії, білкові речовини (понад 15 %), алкалоїд рицинін (0,1—1 %), безазотисті речовини (10—12 %), клітковину (бл. 18 %). У складі рицинової олії є однокислотний тригліцерид рицинолової кислоти (до 85 %), олеїнова (9 %), лінолева (3 %), стеаринова і діоксистеаринова кислоти, гліцерин та неомилювані речовини (до 0,4 %). До складу білкових речовин входить токсальбумін-рицин — речовина надзвичайно отруйна (6 насінин рицини спричинюють смертельне отруєння у дітей, 20 — у дорослих).

## Галерея

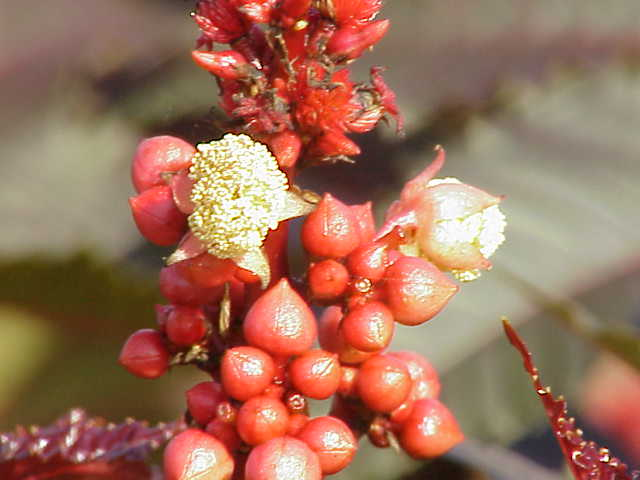
Квіти
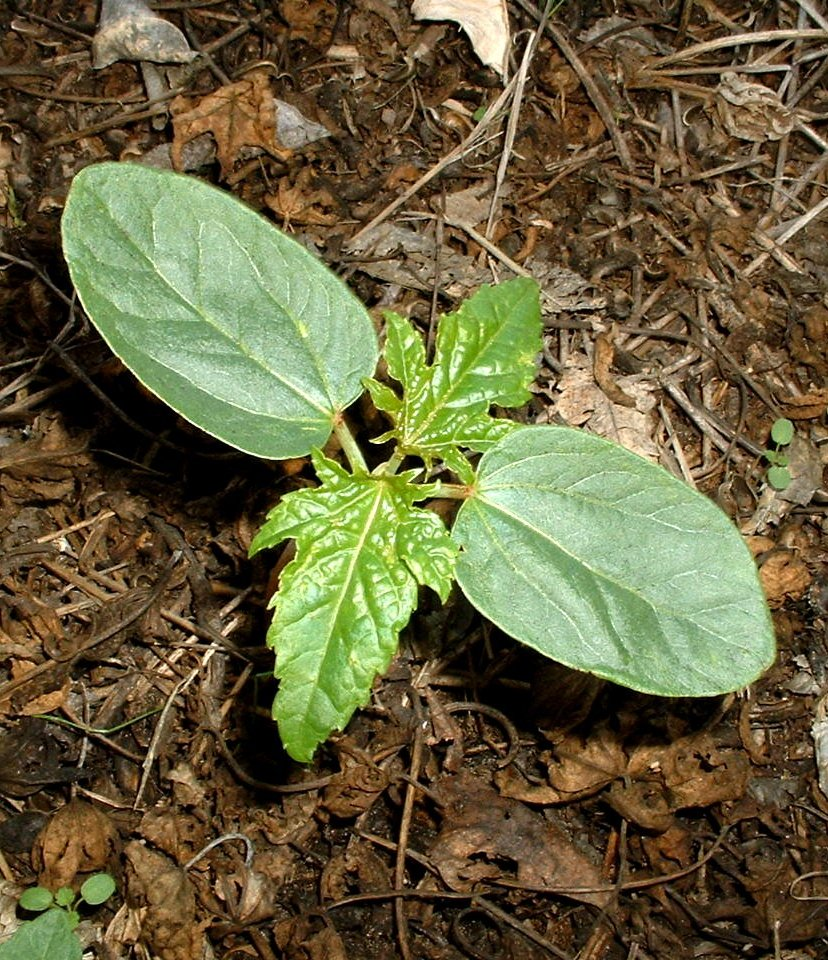
Молода рослина
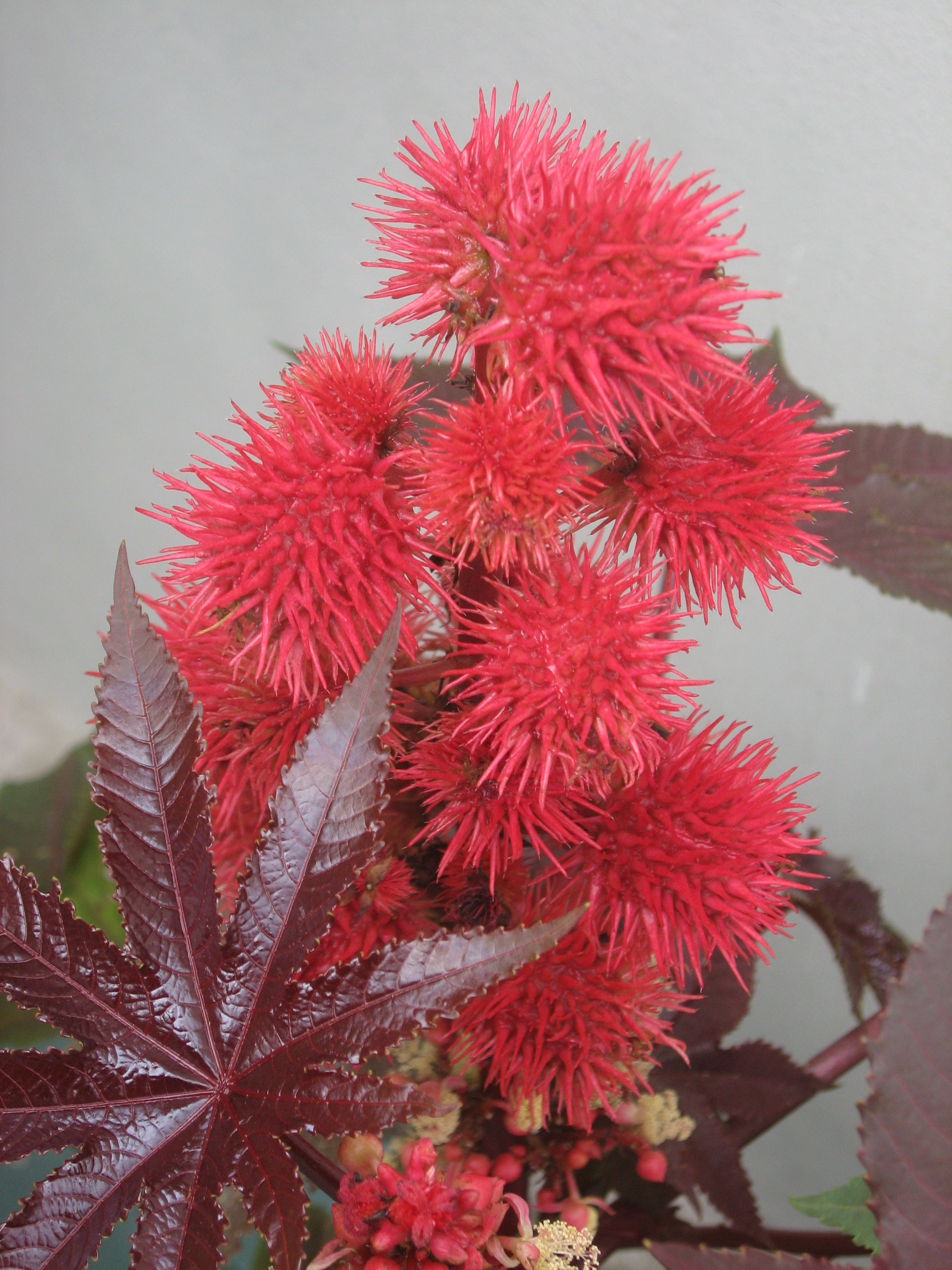
Плоди
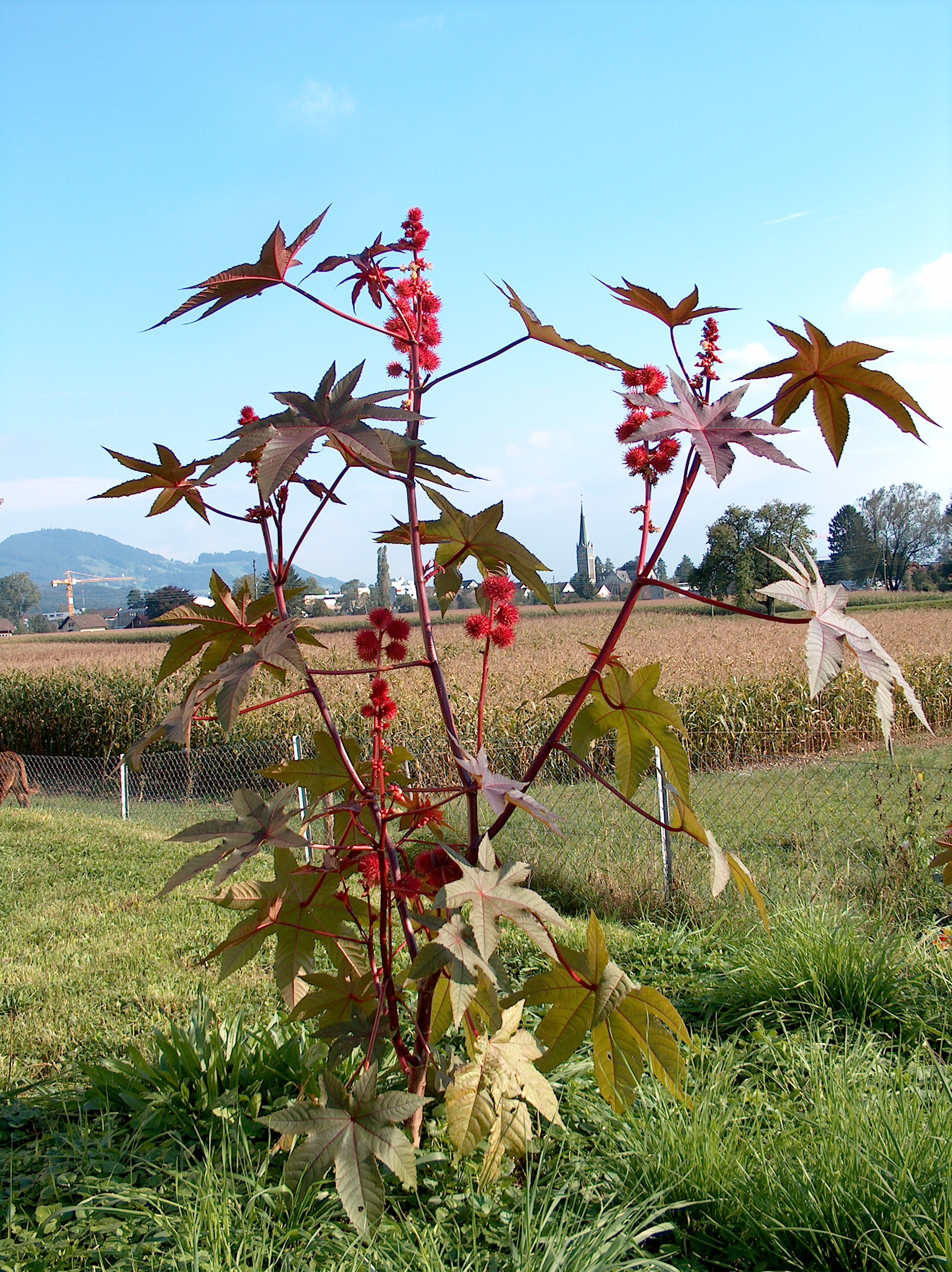
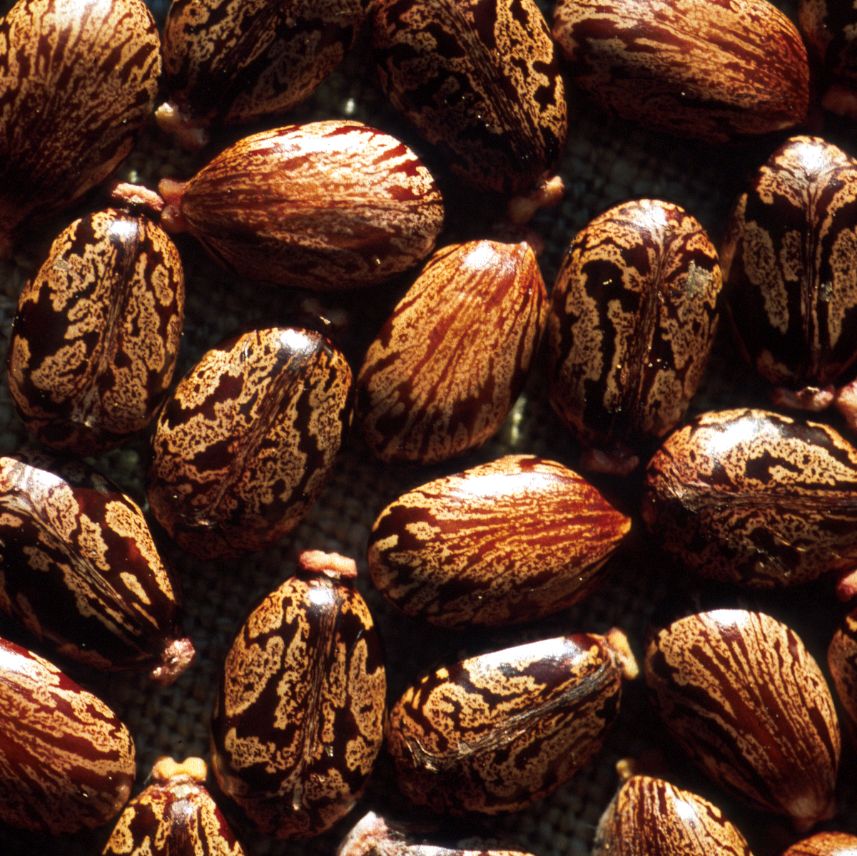
Насіння